# 克里斯蒂娜·肖拉
克里斯蒂娜·肖拉（義大利語：Cristina Sciolla，1965年6月29日—），意大利女子短道速滑运动员。她曾代表意大利参加1988年和1992年冬季奥林匹克运动会短道速滑比赛，其中1988年奥运会获得一枚金牌。